# Таміка боранська
Та́міка боранська (Cisticola bodessa) — вид горобцеподібних птахів родини тамікових (Cisticolidae). Мешкає в Східній Африці.

## Підвиди
Виділяють два підвиди:
- C. b. kaffensis Érard, 1974 — південно-західна Ефіопія;
- C. b. bodessa Mearns, 1913 — схід Південного Судану, центральна Ефіопія, Кенія.

## Поширення і екологія
Боранські таміки поширені в Еритреї, Ефіопії, Кенії і Південному Судані. Вони живуть в сухих тропічних і субтропічних лісах, в сухій савані і чагарникових заростях.